# Epona

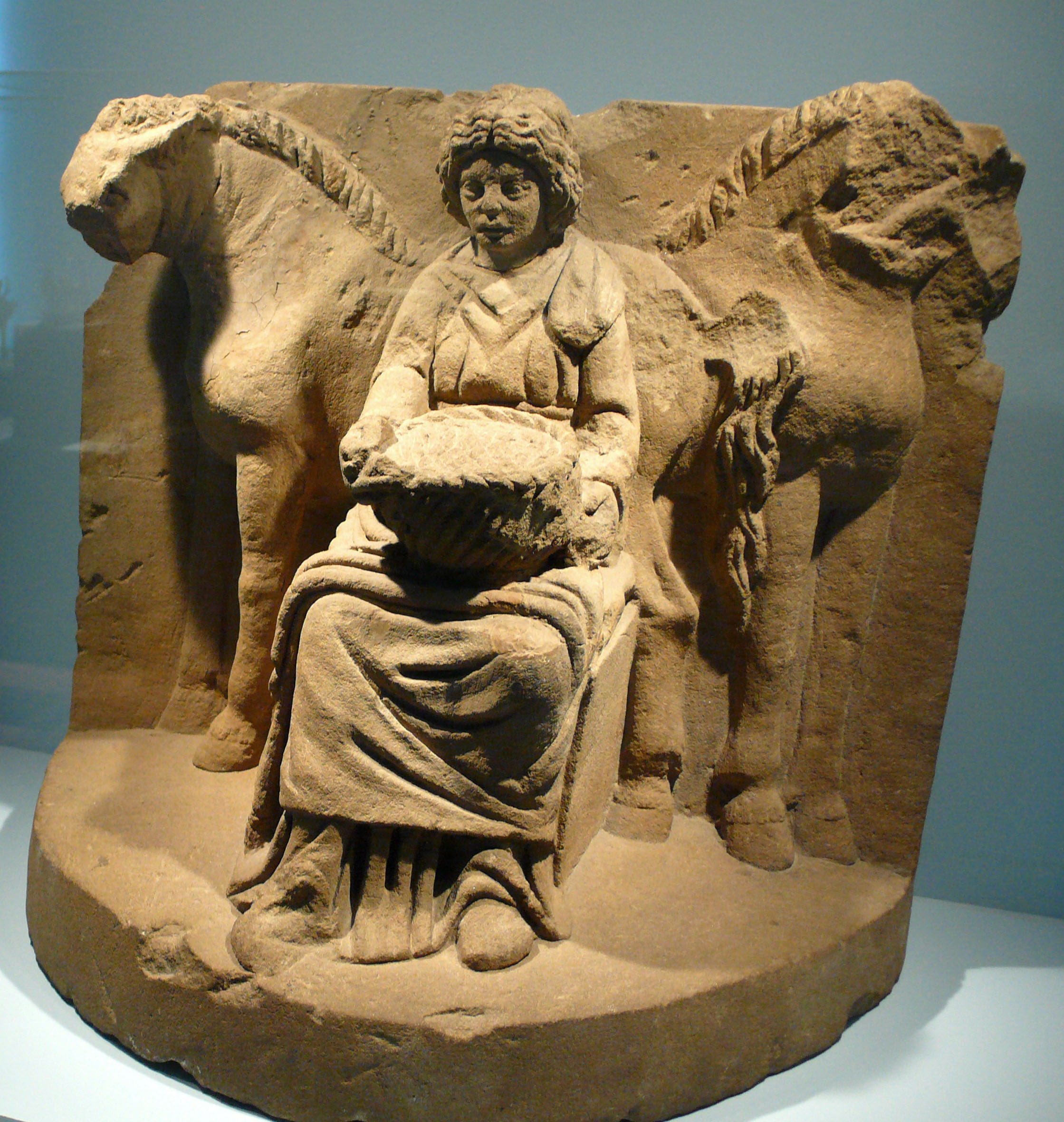
Epona.

Epona var hästarnas gudinna inom kontinental gallo-keltisk mytologi, och dyrkades även som en fruktbarhetsgudinna: hon var alla hästars, åsnors, ponnyhästars och mulors beskyddare. Hennes namn härstammar från epos, det keltiska ordet för häst, och fungerade förmodligen både som titel och beskrivning. 
Hon avbildades ofta som en kvinna till häst eller omgiven av föl, och till hennes attribut hörde en patera, ymnighetshorn och spannmål. Epona har sitt bekräftade ursprung i Gallien, men under de första århundradena e. Kr. dyrkades hon i hela romarriket och har beskrivits som "Den enda keltiska gudomlighet som blev allmänt dyrkad i själva Rom."  Detta var ovanligt, med tanke på att de flesta keltiska gudar kom att spela endast en lokal roll. 
Hon har förmodats vara föregångaren till Rhiannon, en gestalt i den walesiska mytologin Mabinogion. 

## Inom populärkulturen
Epona är även namnet på Links häst i TV-spelserien The Legend of Zelda.